# Барон Гантінгфілд

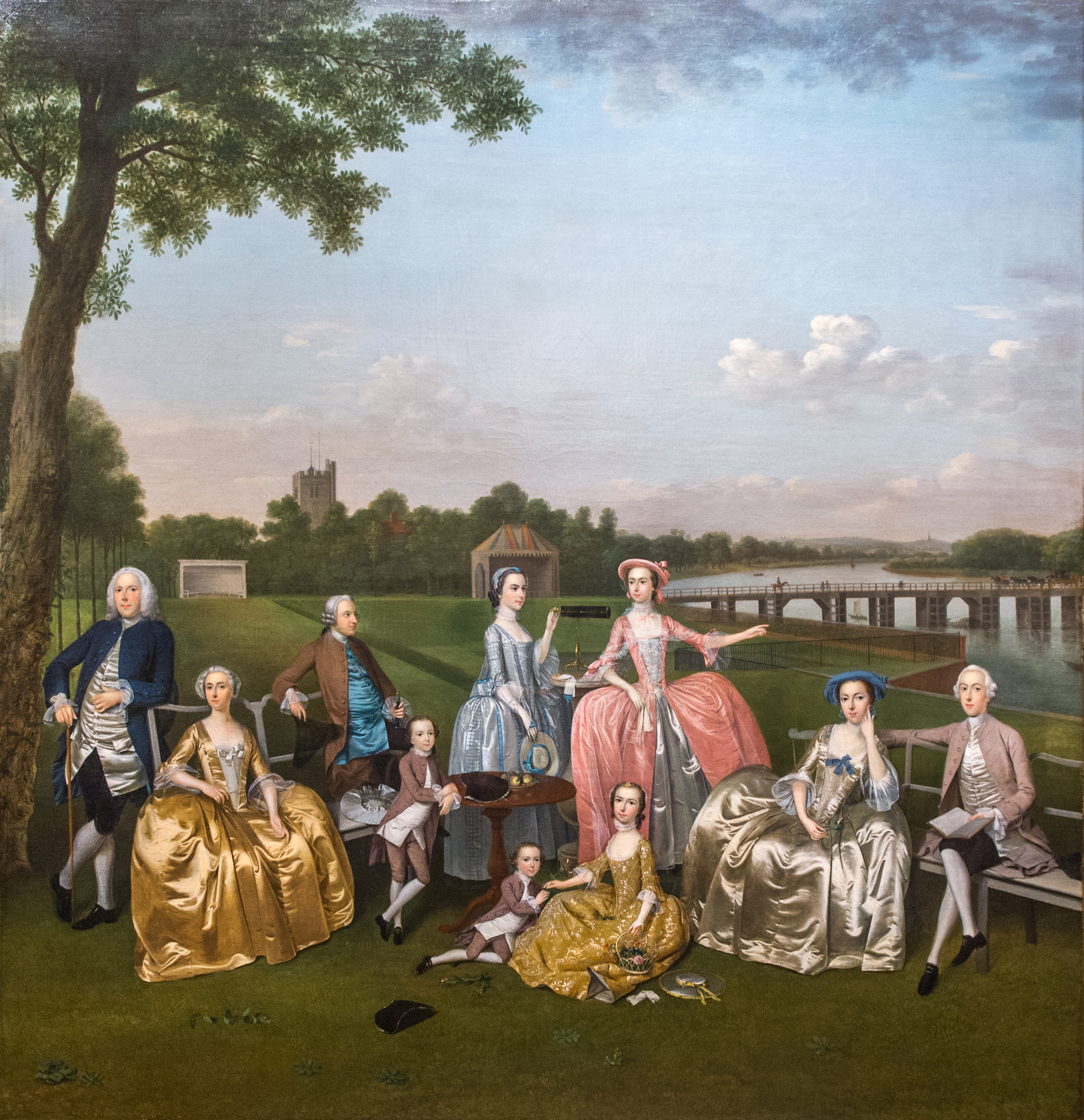
Родина баронетів Ваннек.

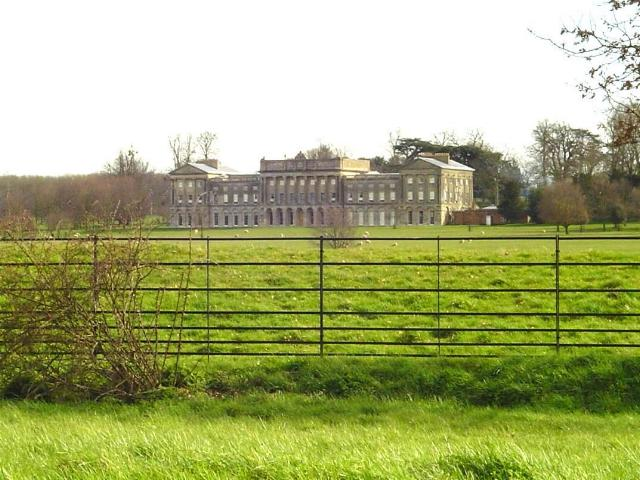
Гевенінгам-Холл – резиденція баронів Гантінгфілд.

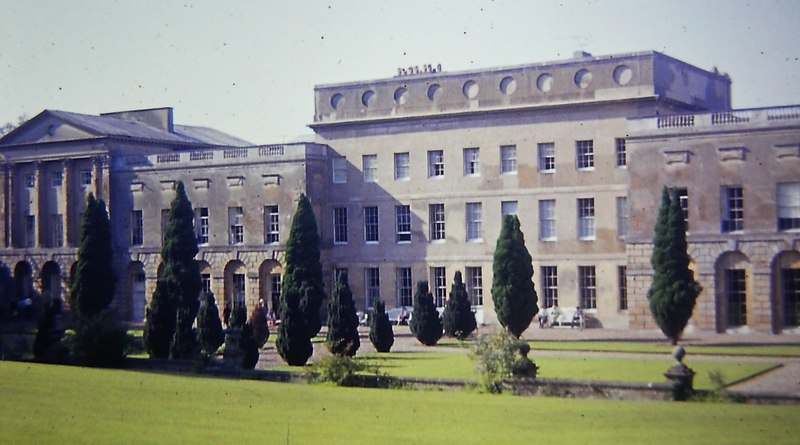
Гевенінгам-Холл – резиденція баронів Гантінгфілд.

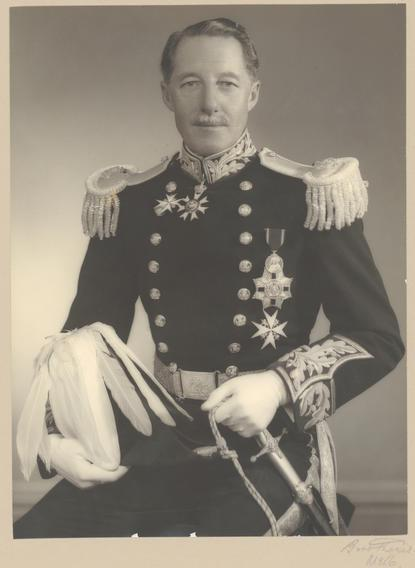
Вільям Ваннек – V барон Гантінгфілд.

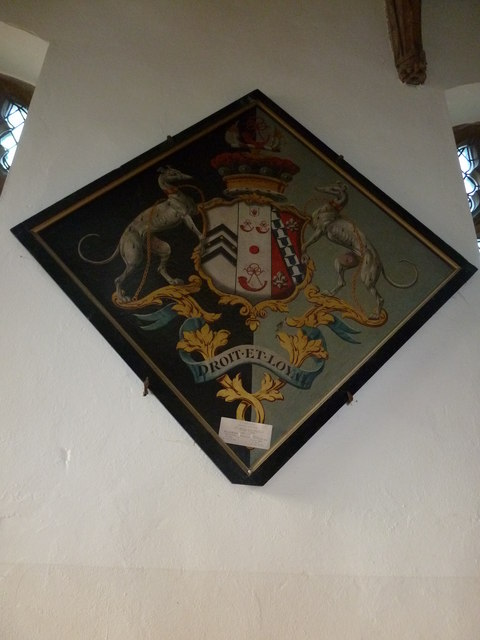
Герб баронів Гантінгфілд в церкві святої Марії в Гантінгфілді.

Барон Гантінгфілд (англ. – Baron Huntingfield) – аристократичний титул в перстві Ірландії.

## Історія баронів Гантінгфілд
Титул баронів Гантінгфілд створювався тричі, двічі він створювався в перстві Англії, один раз в перстві Ірландії. Про перші два створення титулу мало що відомо. Відомо тільки, що титул барона Гантінгфілд отримав Джон де Гантінгфілд у 1362 році. Він одружився з Марджері де Веллс – дочкою Джона де Веллса – IV барона Веллс. Джон де Гантінгфілд помер в грудні 1376 року, а Марджері вийшла заміж вдруге. Обидва рази титули баронів Гантінгфілд зникли після смерті власників титулів. Втретє титул барон Гантінгфілд був створений для аристократа з Гевінгем-Холлу, що в графстві Саффолк. Цього разу титул барона Гантінгфілд був створений в перстві Ірландії в 1796 році для сера Джошуа Ваннек – ІІІ баронета Ваннек, що був депутатом парламенту Ірландії від Данвіча. Титул успадкував його син, що став ІІ бароном Гантінгфілд. Він теж став депутатом Палати громад парламенту і представляв ту ж округу. Його правник став V бароном Гантінгфілд успадкував цей титул від свого дядька. Він теж став депутатом парламенту, належав до партії консерваторів, представляв округу Ай і був губернатором штату Вікторія, що в Австралії. На сьогодні титулом володіє його онук, що став VII бароном Гантінгфілд. Він успадкував титул від свого батька в 1994 році.
Баронети Ваннек володіли землями в графстві Скуррей. Вони отримали свій титул в перстві Великої Британії в 1751 році для Джошуа Ваннек – лондонського купця голландського походження. Його старший син – ІІ баронет Ваннек був депутатом парламенту Великої Британії і представляв Данвіч. Титул успадкував його молодший брат, що став ІІІ баронетом Ваннек, отримав титул барона Гантінгфілд у 1796 році. Сер Пітер Ваннек став лорд-мером Лондона в 1978 році. Він був другим сином V барона Гантінгфілд. Історичною резиденцією родини Ваннек був Гевінінгем-Холл, що біля Гевінінгема та Гантінгфілда, що в Саффолку. Але в 1970 році резиденція була продана уряду. На сьогодні нинішній володар титулу баронетів Ваннек не довів своє право на титул баронета, тому він не входить до офіційного списку баронетів. Титул вважається вакантним. Але справа досі розглядається Реєстратором баронетів.

## Барони Гантінгфілд (перше створення титулу, 1351)
- Вільям де Гантінгфілд (1329 – 1376) – І барон Гантінгфілд

## Барони Гантінгфілд (друге створення титулу, 1362)
- Джон де Гантінгфілд (роки життя невідомі) – І барон Гантінгфілд

## Баронети Ваннек з Путні (1751)
- Сер Джошуа Ванек (помер у 1777 р.) – І баронет Ваннек
- Сер Джерард Ванек (бл. 1743 – 1791) – ІІ баронет Ваннек
- Сер Джошуа Ванек (1745 – 1816) – ІІІ баронет Ваннек (нагороджений титулом барон Гантінгфілд у 1796 році)

## Барони Гантінгфілд (третє створення титулу, 1796)
- Джошуа Ваннек (1745 – 1816) – І барон Гантінгфілд
- Джошуа Ваннек (1778 – 1844) – ІІ барон Гантінгфілд
- Чарльз Ендрю Ваннек (1818 – 1897) – ІІІ барон Гантінгфілд
- Джошуа Чарльз Ваннек (1842 – 1915) – IV барон Гантінгфілд
- Вільям Чарльз Арседекне Ваннек (1883 – 1969) – V барон Гантінгфілд
- Джерард Чарльз Арседекне Ваннек (1915 – 1994) – VI барон Гантінгфілд
- Джошуа Чарльз Ванек (1954 р. н.) – VII барон Гантінгфілд

Спадкоємцем титулу є син теперішнього власника титулу його ясновельможність Джеральд Чарльз Аластер Ваннек (1985 р. н.).